# Telereceptor
Telereceptor – rodzaj eksteroreceptora, odbierający bodźce nie w bezpośrednim kontakcie, tylko za pośrednictwem jakiegoś nośnika. Nośnikiem tym może być np. światło, dźwięk (lub inna fala mechaniczna).
Do telereceptorów zalicza się receptory:
- światła (fotoreceptory; u człowieka powiązane ze zmysłem wzroku – czopki i pręciki)
- dźwięku (powiązane ze słuchem)
- chemiczne (związane z węchem)